# Norwegische Badmintonmeisterschaft 1967
Die Norwegische Badmintonmeisterschaft 1967 fand in Oslo statt. Es war die 23. Austragung der nationalen Meisterschaften von Norwegen im Badminton.

## Titelträger
| Disziplin    | Sieger                        |
| ------------ | ----------------------------- |
| Herreneinzel | Jan Holtnæs                   |
| Dameneinzel  | Ragnhild Holand               |
| Herrendoppel | Harald Nettli Hans Sperre     |
| Damendoppel  | Berit Hagtvedt Elisabeth Eide |
| Mixed        | Harald Nettli Berit Hagtveld  |